# Christos Lisgaras
Christos Lisgaras (em grego: Χρήστος Λισγάρας; Janina, 12 de fevereiro de 1986) é um futebolista profissional grego que atua como zagueiro. Atualmente, joga no Xanthi.

## Carreira
Lisgaras começou a carreira no Olympiacos. Ele também atuou no Panachaiki, Byzas FC, Levadiakos e no Asteras Tripolis. Está no Xanthi desde 2014.